# Элизеу
Элизеу Перейра душ Сантуш, более известный как Элизеу (порт. Eliseu Pereira dos Santos; род. 1 октября 1983, Ангра-ду-Эроишму) — португальский футболист, левый вингер. Победитель чемпионата Европы 2016 года.
Отец был водителем скорой помощи, а у матери был свой ресторан. Родители развелись, когда Элизеу был подростком.

## Клубная карьера

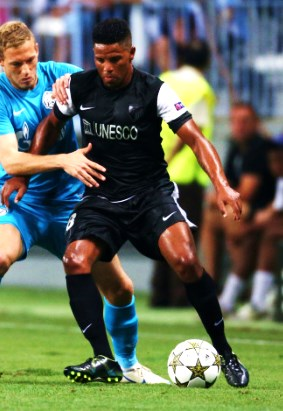
Элизеу в составе «Малаги»

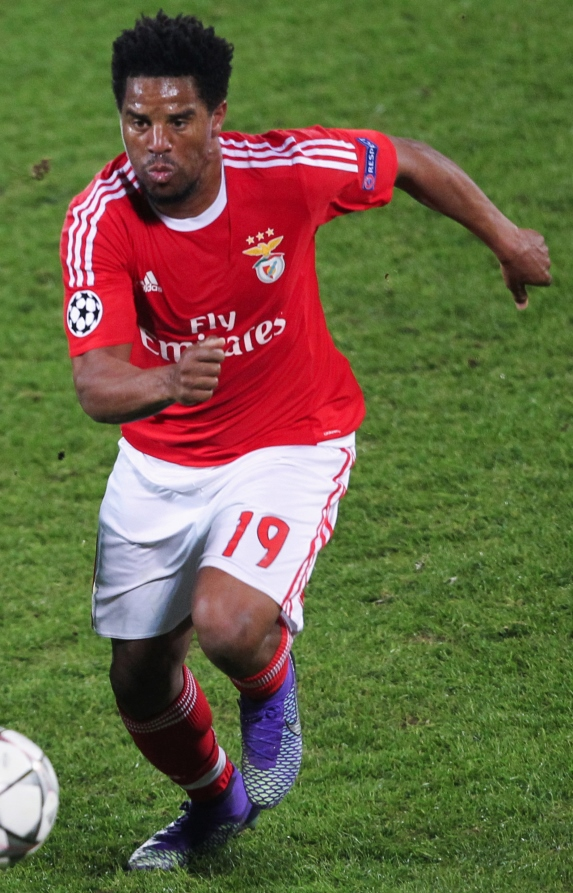
Элизеу в составе «Бенфики»

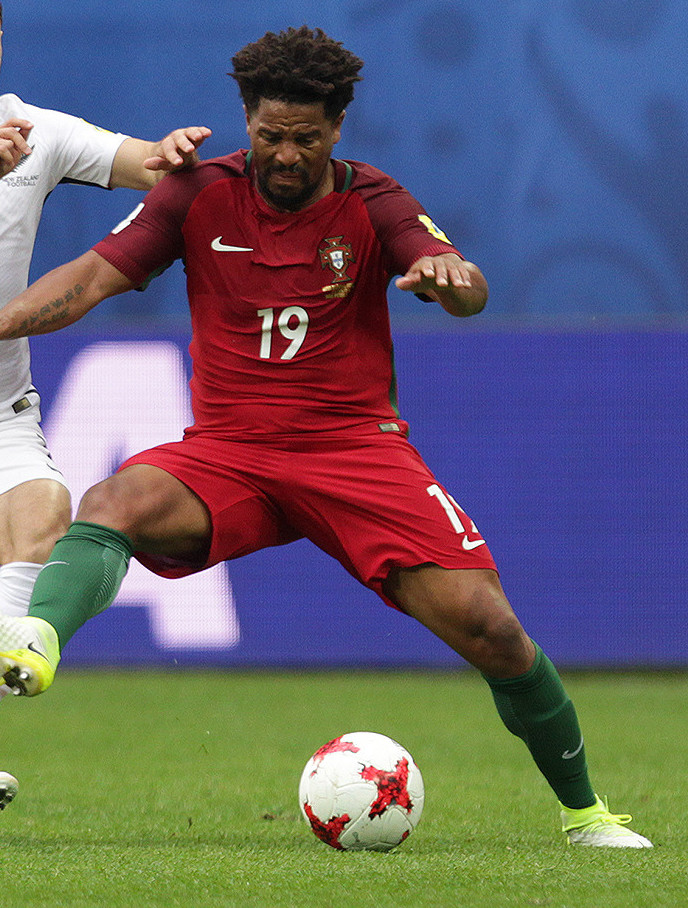
Элизеу в составе сборной Португалии

В 2002 году Элизеу переехал с Азорских островов, где он выступал за местную команду «Маритиму» и начал выступать за молодёжную команду «Белененсиш». Постепенно он завоевывал место в основе и во втором сезоне на его счету уже 19 матчей за клуб.
В сезоне 2005/06 Элизеу отправился в аренду в клуб второго дивизиона «Варзим». В 2007 году Элизеу вместе с партнерами по команде Элдером Росарио и Паулу Жоржем отправился помогать испанской «Малаге» решать задачу выхода в Ла Лигу. На счету португальского трио было 108 матчей и 6 голов, три из которых забил Элизеу.
В сезоне 2008/09 португалец стал игроком основного состава. 5 октября 2008 года, он забил первый гол во втором сезоне, в ворота «Рекреативо». В следующем месяце Элизеу поразил ворота мадридского «Реала», но «Малага» проиграла, 3:4.
25 июня 2009 года португалец перешёл в «Лацио» за 1 000 000 €.
Сыграв несколько матчей он не смог закрепиться в основе из-за высокой конкуренции и перешёл в «Сарагосу» на правах аренды до конца сезона. В своем втором матче против «Вильяреала» Элизеу забил гол, но команда потерпела поражение 2:3. Элизеу помог «Сарагосе» избежать вылета, опять забив «Вильяреалу» со штрафного в последнем туре. После окончания аренды «Лацио» решил продать вингера и португалец снова оказался в «Малаге».
27 сентября 2010 года, забил со штрафного за «старый-новый» клуб и снова «Вильяреалу».
22 августа 2012 года в матче квалификационного раунда плей-офф Лиги чемпионов УЕФА, Элизеу забивает гол греческому «Панатинаикосу», а «Малага» побеждает, 2:0. 3 октября 2012 года в матче группового этапа Лиги чемпионов, Элизеу забил два гола бельгийскому «Андерлехту» и помог своей команде одержать вторую подряд победу в турнире со счетом 3:0. 6 ноября 2012 года, в поединке Лиги чемпионов против «Милана», полузащитник забил гол, который приносит «Малаге» ничью и позволил досрочно выйти в 1/8 финала соревнования впервые в своей истории. 15 декабря в поединке против «Севильи» Элизеу забил победный гол. 15 сентября в матче против «Райо Вальекано» Элизеу забил свой первый гол за «Малагу» в новом сезоне.
Летом 2014 года Элизеу перешёл в лиссабонскую «Бенфику». Сумма трансфера составила 1,5 млн евро. 17 августа в матче против «Пасуш де Феррейра» он дебютировал за клуб из Лиссабона. 24 августа в поединке против «Боавишты» Элизеу забил свой первый гол за Бенфику. В 2014 году он завоевал Суперкубок Португалии, а спустя год стал обладателем Кубка лиги и чемпионом страны. В 2017 году Элизеу в третий раз стал чемпионом Португалии.

## Международная карьера
После удачных выступлений за «Малагу» Элизеу был вызван в сборную Португалии на товарищеский матч против сборной Финляндии. 11 февраля 2009 года, он был внесён в заявку на матч, но так и остался на скамейке запасных. 10 июня того же года состоялся его дебют в товарищеском матче против сборной Эстонии. В 2010 году Элизеу попадает в список 6 резервных игроков, которые могут поехать на чемпионат мира в ЮАР, в случае травмы одного из основных игроков.
7 октября 2011 года Элизеу забивает первый гол за национальную команду в поединке квалификационного раунда чемпионата Европы 2012, против сборной Исландии. В окончательную заявку на поездку в Польшу и Украину, полузащитник не включён.
Летом 2016 года Элизеу стал победителем чемпионата Европы во Франции. На турнире он сыграл в матчах против команд Венгрии и Польши.
В 2017 году Элизеу принял участие в Кубке конфедераций в России. На турнире он сыграл в матчах против команд России, Новой Зеландии,  Чили и Мексики.

### Голы Элизеу за сборную Португалии
| N   | Дата           | Место                     | Противник | Счёт | Результат | Соревнование                       |
| --- | -------------- | ------------------------- | --------- | ---- | --------- | ---------------------------------- |
| 01. | 7 октября 2011 | Драган, Порту, Португалия | Исландия  | 5:2  | 5:3       | Чемпионат Европы 2012 квалификация |

## Достижения
Коммандные
 «Лацио»
- Обладатель Суперкубка Италии — 2009

 «Бенфика»
- Чемпион Португалии (3): 2014/15, 2015/16, 2016/17
- Обладатель Суперкубка Португалии: 2014
- Обладатель Суперкубка Португалии: 2014/15

Международные
 «Португалия»
- Чемпион Европы: 2016
- Бронзовый призёр Кубка Конфедераций: 2017